# Elias von Křenowitz
Elias von Křenowitz (auch Elias von Křenovice; Elias von Chřenovice; Elias von Krschenow; Elias von Krzenow; tschechisch Eliáš Křenovský, auch Eliáš Chřenovský; lateinisch Elias Chrzenovius; * in Křenowitz; † 1503 in Prostějov) war einer der ersten Priester der Unität der Böhmischen Brüder. Da er mit bischöflichen Aufgaben betraut wurde, war er ab 1467  Consenior und ab 1499 bis zu seinem Tod 1503 Bischof (Senior) der Brüderunität.

## Leben
Elias von Křenowitz war von Beruf Müller. Als Anhänger der Böhmischen Brüder wurde er am 26. März 1467 auf der Brüdersynode in Lhotka bei Reichenau in einem Losverfahren zusammen mit dem Bauernsohn Matthias von Kunwald und dem Schneider Thomas von Přelouč († 1518) als Priester der Brüdergemeinde gewählt. Da auf der Synode u. a. beschlossen wurde, dass die drei Gewählten auch die Priesterweihe erhalten sollten, sandte die Brüderunität drei bereits ordinierte Priester, von denen namentlich nur Michael von Žamberk bekannt ist, zu dem in Österreich verborgenen Waldenser-Bischof Stephanus. Er weihte diese drei Priester zu Bischöfen der Brüderunität. Anschließend kehrten sie wieder nach Kunwald zurück.
Nach ihrer Rückkehr weihte Michael von Žamberk, der das Amt des Seniors bekleidete, Elias von Křenowitz, Thomas von Přelouč und Matthias von Kunwald zu Priestern, wobei Matthias anschließend auch die Bischofsweihe erhielt. Die Priester Elias und Thomas nahmen ebenfalls bischöfliche Funktionen wahr, allerdings durften sie, im Gegensatz zu Matthias, nicht neu hinzugewählte Priester konsekrieren. Während Thomas für die Brüdergemeinden in Mähren zuständig war, wurde Elias die Verantwortung für die zerstreuten Gemeinden in Westböhmen übertragen. Der Mittelpunkt seines Wirkens war Lenešice|Leneschitz, wobei er auch für die Brüder in und um Prag zuständig war, da dort keine Brüdergemeinde errichtet werden durfte.
Durch die Wahl und Weihe eigener Priester und die Ablehnung der Kompaktaten wurden die noch bestehenden Bindungen an die utraquistische Kirche bewusst gelöst. Da sich die Utraquisten dadurch in ihrem Bestand gefährdet sahen, wurde die Brüderunität neuerlichen Verfolgungen ausgesetzt, die bis zum Tod des Königs Georg von Podiebrad 1471 anhielten. Unter dessen Nachfolger Vladislav II. ließen die Verfolgungen nach. Neuerlich verfolgt wurden die Böhmischen Brüder ab 1481 unter Matthias Corvinus. Da er über Mähren herrschte, wurden von dort die meisten Böhmischen Brüder vertrieben. Sie begaben sich in das Fürstentum Moldau, wo sie vom Woiwoden Ștefan cel Mare wohlwollend aufgenommen wurden. Dort wurden sie nach dem Tod des Königs Matthias Corvinus von Elias von Křenowitz visitiert. Nach der Rückkehr wurde Elias 1499 zum Bischof bzw. Senior der Brüderunität gewählt. Vier Jahre später starb er in Prostějov.